# Le Lit de la Vierge
Le Lit de la Vierge je francouzské filmové drama, které natočil režisér Philippe Garrel. Jde o příběh založený na Bibli, v němž Zouzou ztvárnila postavu Marie Magdaleny, Pierre Clémenti hrál Ježíše Krista a Garrel apoštola. Snímek nemá závěrečné titulky, pouze krátké uvedení na jeho začátku. Režisérův přítel, malíř Frédéric Pardo, natočil během natáčení filmu krátký dokumentární snímek Home Movie. Ve filmu byla použita nahrávka písně „The Falconer“ z alba Desertshore německé zpěvačky Nico.